# Copaïsmeer

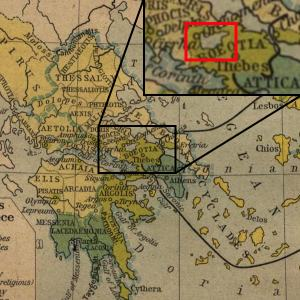
Locatie van het Copaïs-meer in de oudheid.

Copaïs (Oudgrieks: Κωπαΐς; Grieks: Κωπαϊδα) was een meer in het oude Griekenland.
Het ca. 250 km2 grote karstmeer, gevoed door de (Boeotische) Cephisus, was gelegen in het noordwesten van Boeotië, en werd tussen 1883 en 1892 grotendeels drooggelegd en ingepolderd. De waterstand van het Copaïs-meer, dat slechts een ondergrondse afwatering naar de Golf van Euboea bezat, wisselde zeer sterk. Reeds in het Neolithicum en de bronstijd waren de vruchtbare oevers dicht bewoond. Het Copaïsmeer was beroemd om zijn lekkere paling, die veel naar Athene werd geëxporteerd. De vlakte waar het meer zich ooit bevond, wordt nog steeds - naar haar antieke naam - Kopaida genoemd.

## Kanalen
Toen het meer nog bestond, lagen de steden Aliartos (antieke Haliartus), Orchomenos en Chaeronea aan haar oevers. Rivieren die in het meer uitvloeiden waren de Cephisus, de Termessus en de Triton. Het meer wordt van oudsher omringd door vruchtbaar land, maar het meer nam steeds meer van het omringende land in omwille van de inadequate drainage ervan. Daarom herwonnen in 1867-1887 Schotse en Franse ingenieurs dit land op het meer voor het Britse bedrijf Lake Copais Ltd., door kanalen aan te leggen om het water van het meer af te voeren naar de Cephissus en vervolgens naar het Iliki-meer (Ilíki Limní, antieke Hylice-meer). In totaal werd ongeveer 200 km2 teruggewonnen. Dit land werd pas in 1952 teruggegeven aan de Griekse overheid.
Voordien werd het meer in de zee gedraineerd door verscheiden bovengrondse kanalen. Sommige van deze kanalen waren artificieel, zoals geograaf Strabo uit de 1e eeuw ons vertelt. Opgravingen onder leiding van prof. Siegfried Lauffer uit München hebben enorme kanalen aan het licht gebracht die in de 14e eeuw v.Chr. waren aangelegd door de Minyërs van Orchomenos. Deze voerden het overtollige water van het meer af naar grotten aan de kust (NO). Ook een groter kanaal - vermeld door Strabo - kwam tevoorschijn, dat de waterbouwkundige Crates van Chalcis in opdracht van Alexander de Grote had aangelegd.

## Copaïs-meer in de antieke literatuur en mythologie

Kaart van het antieke Boeotië waarop het Copaïs-meer is aangeduid.

Homeros en andere antieke auteurs verwijzen naar het Copaïs-meer als het "Cephisische meer", zo genoemd naar de rivier Cephisus. Strabo, echter, meent dat de poëtische naam verwijst naar het kleinere Iliki-meer (Hylice-meer), tussen Thebe en Anthedon.
Er bestond ook een legende die vertelde dat het meer ontstond toen de Griekse heros Herakles het gebied deed overstromen door een rivier te graven, namelijk de Cephisus, die het water in de basin deed stromen. Polyaenus verklaart dat hij dit deed omdat hij de Minyërs van Orchomenos was aan het bekampen: deze stonden bekend als gevaarlijke ruiters, en Herakles creëerde het meer om hen van hun paarden te lichten.
De reisgids Pausanias en de 5e-eeuwse komische toneelschrijver Aristophanes vermelden dat het Copaïs-meer in de oudheid vermaard was voor haar vis, in het bijzonder voor haar paling.

## Voetnoten
1. ↑  Strabo, IX 2.18.
2. ↑  S. Lauffer, Wasserbauliche Anlagen des Altertums am Kopaissee, in Vorträge der Tagung Wasser im antiken Hellas in Athen, 4-5. Juni 1981, Braunschweig, 1981, pp. 239-265.
3. ↑  Buildings of the Installations of Copais Company, culture.gr (1995-2001)[dode link]; D. Baga, Technology in Ancient Greece, cs.uoi.gr (1997).
4. ↑  Bv. Ilias V 708; Pausanias, IX 24.1 expliciteert de identificatie ervan met het Copaïs-meer.
5. ↑  Strabo, IX 2.20.
6. ↑  Diodorus Siculus, IV 18.7; Pausanias, IX 38.7.
7. ↑  Polyaenus, Strategemata I 3.5.
8. ↑  Pausanias, IX 24.2; Aristophanes, Acharniae 880.